# كورتيس بوث
كورتيس بوث (بالإنجليزية: Curtis Booth)‏ (12 أكتوبر 1891 في المملكة المتحدة - 29 أكتوبر 1949 في هولندا) هو مدرب كرة قدم ولاعب كرة قدم بريطاني (وحمل سابقاً جنسية المملكة المتحدة لبريطانيا العظمى وأيرلندا) في مركز مهاجم داخلي. لعب مع نورويتش سيتي ونيوكاسل يونايتد ونادي ليدز ‏ وأكرينجتون ستانلي ‏.